# 遊歩道 (来生たかおのアルバム)
『遊歩道』（ゆうほどう）は、1982年にリリースされた来生たかおの8枚目のオリジナルアルバム（LP〈規格品番：28MS-0020〉／CT〈規格品番：28CS-0020〉／CD〈規格品番：3133-2〉）である。

## 概要
※原則的に、来生たかおは“来生”に省略、来生えつこは“来生えつこ”と表記。
ジャケット写真は来生の意向が反映され、自身の散歩コースでもある緑豊かな小金井公園（東京都）で撮影された。コートとハンチング帽を掛けたポールハンガーを傍らに配したアップライトピアノに、来生がぼんやり凭れているもの。本アルバムに収録された第13弾オリジナル・シングル「疑惑」（1982年12月1日リリース）のジャケットには、アップライトピアノの上で胡坐を掻いた写真が使われている。
編曲及び演奏で坂本龍一が参加している。来生は以前からそのセンスを気に入っていたため依頼したという。これが縁で、来生が美空ひばりへ提供した「笑ってよムーンライト」「まなざしの彼方」「あなたでなければ」の編曲も担っている。なお、編曲者の“矢倉銀”は、来生のペンネームである。
CDは、翌年1983年3月16日にリリースされた。来生のオリジナル・アルバムでは初めてのCD化である。

## 復刻盤
- 1991年4月25日：CD（規格品番：KTCR-1051）
- 1995年7月21日：歌手デビュー20周年に際し、CD選書Q盤として高城賢によるデジタルリマスター化（規格品番：KTCR-1563）。
- 2007年3月21日：オリジナル・アルバム、企画アルバムを集めた21枚組CD-BOX『来生たかお大全集』（ユニバーサルミュージック／規格品番：UPCY-6355/75）に1995年版を収録（規格品番：UPCY-6362）。

## パッケージの体裁

### ディスクジャケット
- オリジナル版CD：ジュエルケースに2つ折りのカード（及び、歌詞カード）を挿入
- 1991年版CD：ジュエルケースに2つ折りのカード（及び、オリジナル版CDのものを基調とした歌詞カード〈ジャケットの内側にも歌詞の記載あり〉）を挿入
- 1995年版CD：ジュエルケースに2つ折りのカード（及び、LP版のものを基調とした歌詞カード、既出オリジナル・アルバムのディスコグラフィー）を挿入
- 2007年版CD：ジュエルケースに2つ折りのカード（及び、LP版のものを基調とした歌詞カード）を挿入（厚紙製収納ケース付き）

### 帯のコピー
- LP：夢の途中につづく、来生たかおオリジナル・アルバムは、星勝、坂本龍一らを編曲陣に迎えた一年がかりのファンタジー・ポップ。
- オリジナル版CD：？
- 1991年版CD：記載なし
- 1995年版CD：シックなトーンが全編を彩る、ファンタジー・ポップ 「High Noon」、「坂道の天使」を含む、8thアルバム。（“20th anniversary”の記載あり）

## 収録曲
LP版・CT版（CD版は省略）
※各曲の収録時間はLPの記載に準拠

### SIDE 1
1. High Noon（7：42） 
  - 作詞：来生えつこ ／ 作曲：来生たかお ／ 編曲：坂本龍一・矢倉銀
  - メロディーが次々と別のパターンへ展開して行く長尺曲で、来生えつこによれば、歌詞に登場するリュックサックを背負った男は、アウトドア関連の仕事をしている友人をイメージの源泉にしているという[3]。
2. 蜜月（4：22）
  - 作詞：来生えつこ ／ 作曲：来生たかお ／ 編曲：坂本龍一
3. 渚のほのめき（4：08） 
  - 作詞：来生えつこ ／ 作曲：来生たかお ／ 編曲：坂本龍一
  - 第15弾オリジナル・シングル「吐息の日々」（1983年7月1日リリース）のB面にも収録されている。
4. Midnight Step （4：09） 
  - 作詞：来生えつこ ／ 作曲：来生たかお ／ 編曲：坂本龍一
  - 歌詞は、来生えつこが憧れた映画『ウエスト・サイド物語』のようなアメリカ的風景を、真夜中のガソリンスタンドに重ね合わせたところから生まれた。ガソリンスタンドを“オイルスタンド”と記しているのは、語呂が良いからだという[4]。

### SIDE 2
1. 疑惑（4：23） 
  - 作詞：来生えつこ ／ 作曲：来生たかお ／ 編曲：星勝
  - 第13弾オリジナル・シングル。
  - 桃井かおりがアルバム『SHOW?』（1982年11月1日リリース）でカヴァーしている。ちなみに、同アルバムの収録曲は全て来生たかおが作曲したものである。
2. 坂道の天使（3：52） 
  - 作詞：来生えつこ ／ 作曲：来生たかお ／ 編曲：坂本龍一
  - 来生えつこによれば、主人公の“薄墨色のコート”は『刑事コロンボ』がヒントになっており、来生自身、コロンボ風のコートを着ていたことがあったという[5]。
  - 来生は、ギルバート・オサリバンに歌って欲しいと語ったことがある[6]。また、自分自身に近い人物が描かれている楽曲としても挙げている[7] 。
3. 蟠り（4：00） 
  - 作詞：来生えつこ ／ 作曲：来生たかお ／ 編曲：星勝
  - タイトルの“蟠”に“わだかま”とルビが振られている。作詞過程において「まぶたでさよなら」というタイトルも付けられていた[8]。
4. テレフォン・ララバイ（4：12） 
  - 作詞：来生えつこ ／ 作曲：来生たかお ／ 編曲：矢倉銀
5. スローナイト（4：35） 
  - 作詞：来生えつこ ／ 作曲：来生たかお ／ 編曲：星勝
  - 来生は、元々井上陽水をイメージして作った楽曲であり、歌ってもらいたいと述べている[6]。
  - 1983年、フランク永井がアルバム『マホガニーのカウンター』でカヴァーしている。

## 参加ミュージシャン
- Keyboards：野力奏一 （SIDE1-1／SIDE2-1,4）、坂本龍一 （SIDE1-2,3,4／SIDE2-2）、中西康晴（SIDE2-3,5）
- Casiotone HT-400：来生たかお（SIDE1-1／SIDE2-4）
- Electric Piano：松田真人（SIDE2-4）
- Electric Guitar：鈴木茂（SIDE1-1）、大村憲司（SIDE1-3,4／SIDE2-2）、松原正樹（SIDE1-4）、芳野藤丸（SIDE2-1）、椎名和夫（SIDE2-1）、長井充（SIDE2-3,5）
- Acoustic Guitar：大村憲司（SIDE2-2）
- Electric Bass：ミッキー・長岡（SIDE1-1／SIDE2-1）、富倉安生（SIDE1-3,4）、岡沢章（SIDE2-2）、高水健司（SIDE2-3,5）、伊藤広規（SIDE2-4）
- Drums：菊池丈夫（SIDE1-1／SIDE2-4）、上原豊（SIDE1-3,4／SIDE2-1）、坂本龍一（SIDE2-2）、田中清（SIDE2-3,5）
- Latin Percussions：中島御（SIDE1-1／SIDE2-1,3,4,5）、浜口茂外也（SIDE1-3,4）
- Chorus：山川恵津子（SIDE1-1／SIDE2-4）、鳴海寛（SIDE1-1／SIDE2-4）、松田真人（SIDE1-1／SIDE2-4）、伊集加代子（SIDE2-3,5）、和田かよ子（SIDE2-3,5）、鈴木ひろ子（SIDE2-3,5）
- Strings：加藤グループ（SIDE1-1,2／SIDE2-2,3,5）
- Synthesizer & Emulator：坂本龍一（SIDE1-1）
- Flute：衛藤幸雄（SIDE1-1）
- French Horn：山口弘治（SIDE1-1）
- Flügel Horn：中沢健次（SIDE1-1）、数原晋（SIDE2-5）
- Marinba：金山功（SIDE2-1／SIDE2-5）
- Trumpet：数原晋（SIDE2-1）
- Saxophone：村岡健（SIDE2-1）、沢井原兒（SIDE2-1）
- Trombone：新井英治（SIDE2-1）
- Linn Real Drum：坂本龍一（SIDE2-2）
- Synthesizer：坂本龍一（SIDE2-2）、川島裕二（SIDE2-3／SIDE2-5）
- Harp：入江愛子（SIDE2-5）
- All Instruments（except Strings）：坂本龍一（SIDE1-2）

## 参加スタッフ
- Producer：多賀英典
- Director：本間一泰
- Recording & Remix Engineer：高城賢
- Assistant Engineer：平良昌弘
- Cover Concept：来生たかお
- Design：宮川隆（工作舎）
- Photography：佐々木渉（工作舎）
- Stylist：加藤悦、玉岡淳子
- Cordination：加藤博（工作舎）
- A & R：岩瀬貞行、井上彬
- Production Management：キティアーティスト
- Special Thanks To 石谷仁、丸山好信、Staff of “ヨロシタ ミュージック”、The House of 1999、BARBICHE, MEN'S BUGI, SOUL TRIP